# H&S Tee
Die H&S Tee GmbH & Co. KG (Häußler & Sauter, auch HST) ist ein deutscher Hersteller von Teemischungen. Der Firmensitz befindet sich im baden-württembergischen Kressbronn am Bodensee.
Die Firma „Ingeborg Häußler Kressbronn“ wurde im September 1949 von Inge Sauter (geb. Häußler, 1910–2005) für die Herstellung von Arzneitees gegründet. Damit ist das Unternehmen einer der ältesten europäischen Hersteller in diesem Marktsegment, da bis dahin Tees individuell in Apotheken hergestellt wurden. Heute werden Tees des Unternehmens in den meisten deutschen Apotheken verkauft, und H&S war laut den IMS-Zahlen 12/07 Marktführer im Bereich der Arzneitees im Filterbeutel, seit August 2008 ist dies Sidroga. Neben sogenannten Arzneitees werden auch Haustees, Biotees und Wohlfühltees produziert. An den verschiedenen Firmenstandorten arbeiten etwa 300 Mitarbeiter im Innen- und Außendienst.
Die Teepackerei des Unternehmens H&S befindet sich seit dem 1. August 1960 in Soltau, für das Angebot der Lohnherstellung werden dort und am Stammsitz in Kressbronn für Kunden individuell Teemischungen hergestellt, die als Eigenmarken des Handels verkauft werden. Zusätzlich zur Herstellung von Lebensmitteln hat sich die Firma auf den Maschinenbau, insbesondere von Verpackungsmaschinen für Tee spezialisiert. 1965 wurde die Ost-Indien Tee Compagnie (OITC) aufgekauft und besteht bis heute. Mit dem Erwerb wurde auch das Warenzeichen Clipper Tee übernommen.
Ein weiterer Bereich des Unternehmens ist der Goldmännchen-TEE in St. Gangloff in Thüringen. Seit 1. Dezember 1990 werden an dem Standort des alten Thüringer Unternehmens Teesorten gemischt. Goldmännchen-TEE ging aus einem früheren volkseigenen Betrieb (VEB) der DDR hervor. Dadurch ist das Unternehmen H&S der Marktführer im Bereich Tee in den Neuen Bundesländern. Das Markenzeichen für Goldmännchen-TEE wurde am 3. Juli 1955 eingetragen. Das Zeichen, ein stilisiertes chinesisches Männchen mit einem Teebeutel, war von dem Künstler Bernd Bytomski entworfen worden. Das Goldmännchen-Zeichen ist auch auf der Teemarke Chinois d’Or für den Schweizer Markt und auf einem Milchgetränk als Nahrungsergänzungsmittel mit hohem physiologischen Brennwert enthalten.
2001 erfolgte die Übernahme der Geschäftsführung von H&S Tee durch Wolfgang Klar, und 2003 wurde am Hauptsitz in Kressbronn ein weiteres Distributionszentrum in Betrieb genommen.

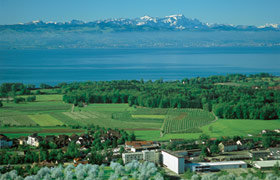
H&S Tee-Hauptsitz in Kressbronn am Bodensee
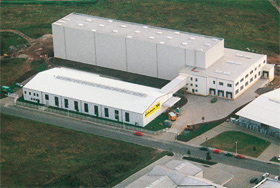
Goldmännchen-Tee-Produktion in St. Gangloff
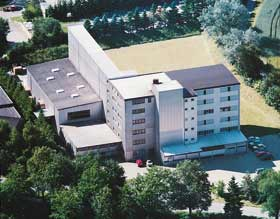
TPS Tee Pack Service in Soltau